# Mediophycis attavella
Mediophycis attavella är en fjärilsart som beskrevs av Pierre E.L. Viette 1964. Mediophycis attavella ingår i släktet Mediophycis och familjen mott. Inga underarter finns listade i Catalogue of Life.